# .london
.london هو اسم نطاق المستوى الأعلى (TLD) للندن، إنجلترا. وقد أدخلَ في 7 يونيو 2013 من قبل آيكان.  في 29 أبريل 2014، تم طرح اسم النطاق للبيع لأول مرة. 